# Neopit
Neopit is een plaats (census-designated place) in de Amerikaanse staat Wisconsin, en valt bestuurlijk gezien onder Menominee County.

## Demografie
Bij de volkstelling in 2000 werd het aantal inwoners vastgesteld op 839.

## Geografie
Volgens het United States Census Bureau beslaat de plaats een oppervlakte van 32,6 km², waarvan 31,8 km² land en 0,8 km² water.

## Plaatsen in de nabije omgeving
De onderstaande figuur toont nabijgelegen plaatsen in een straal van 20 km rond Neopit.